# رفتار بد (فیلم ۲۰۱۴)
رفتار بد (به انگلیسی: Behaving Badly) فیلمی محصول سال ۲۰۱۴ و به کارگردانی تیم گریک است. در این فیلم بازیگرانی همچون نات وولف، سلنا گومز، مری-لوئیز پارکر، الیزابت شو، دیلان مک‌درموت، جیسون لی، هدر گراهام، کری الویس، پاتریک واربرتون، گری بیوسی، جیسون اکونیا، راستی جوینر، میچل هیور، اسکات ایوانز و گیل مک‌کینی ایفای نقش کرده‌اند.

خلاصه داستان:
نینا پنینگتون (سلناگومز) دانش آموزی در مدرسه که رابطه اش با دوست پسر خود رو به پایان است او دختری شیرین و دوست داشتنی است که یکی از همکلاسی هایش به نام ریک (نات وولف) در حالی که مشکلات خانوادگی زیادی دارد مانند هوس باز بودن پدرش و طلاق پدر و مادرش به او ابراز علاقه میکند و برای به دست آوردن دل او یک شرطبندی انجام داده.اما سرنوشت گاها برخلاف آنچه ما می خواهیم پیش میرود و در این مورد نیز همینطور است.